# Polonia Bydgoszcz
Polonia Bydgoszcz , är ett speedwaylag som kommer från Bydgoszcz, Polen.

## Förare 2012
- -  Emil Saifutdinov - 7,82
  -  Krzysztof Buczkowski - 7,17
  -  Tomasz Gapinski - 6,85
  -  Robert Kosciecha - 6,53
  -  Artem Laguta -  5,41
  -  Simon Wozniak - 3,0
  -  Mikolaj Curylo - 2,6